# NGC 6229
NGC 6229 ist die Bezeichnung eines Kugelsternhaufen im Sternbild Herkules, der im Jahr 1787 von dem Astronomen William Herschel mithilfe eines 18,7-Zoll-Teleskops entdeckt wurde; die Beobachtung wurde später im New General Catalogue verzeichnet.

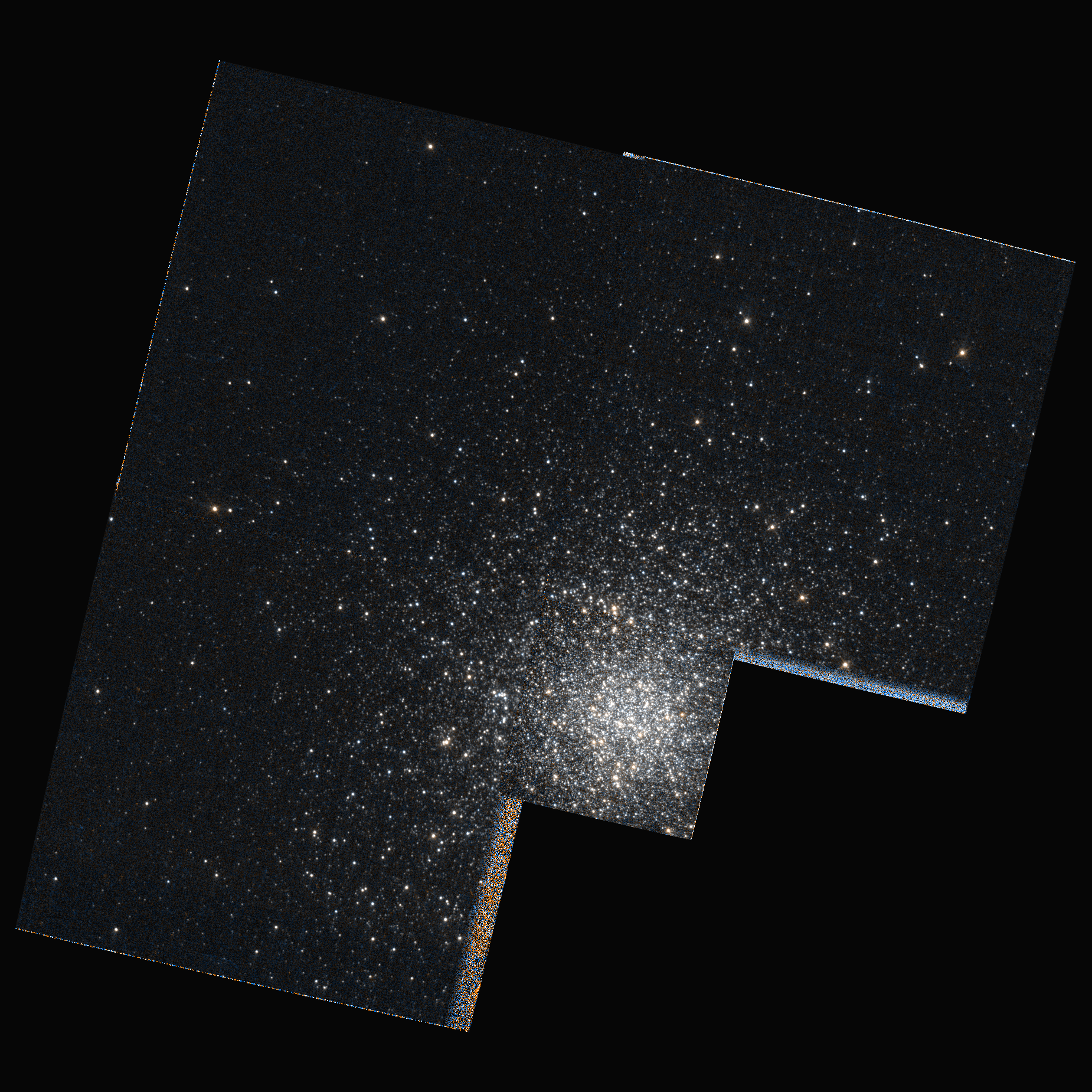
Aufnahme des Hubble-Weltraumteleskops